# Michele Casadei Massari
Michele Casadei Massari es un chef italiano, restaurador y experto en Internet, nacido en Riccione, Italia. Es el fundador y chef ejecutivo de Piccolo Café Restaurant y Lucciola. También es chef ejecutivo de Ferrari North America.

## Carrera
Casadei Massari montó un quiosco de café con su amigo Alberto en Union Square, en Manhattan, en 2009. El 1 de abril, abrió el primer restaurante Piccolo Cafe. También puso en marcha un servicio de cáterin a través de este restaurante en 2014.
Con sede en Nueva York, Casadei Massari creó Lucciola, un restaurante italiano, en diciembre de 2017. Está situado en la calle 90, en la avenida Amsterdam. En 2019, presentó un programa de cocina, "This is Italy", que se celebró en la sede de Urbani Truffles. Fue uno de los siete chefs invitados a la Jova Beach Party, un evento de entretenimiento en vivo celebrado en 2019.
A partir de 2020, Casadei Massari es el chef ejecutivo de Piccolo Cafe Restaurant, Lucciola y Ferrari North America. También es el chef ejecutivo de la Biografilm Food Academy. Se le conoce como el chef de los cinco ingredientes porque sigue la regla de utilizar cinco ingredientes en sus platos.